# Helen Hayes
Helen Hayes (10. listopada 1900. – 17. ožujka 1993.) bila je američka glumica čija se karijera protezala tijekom gotovo 70 godina. Dobila je nadimak „Prva dama američkog kazališta“ i jedna je od dvanaest ljudi koji su dobili nagrade Emmy, Grammy, Tony i Oscar. Također, godine 1986. od tadašnjeg predsjednika SAD-a Ronalda Reagana primila je Predsjedničko odličje slobode, najviše odličje u SAD-u koje se dodjeljuje civilima. Godine 1988. dobila je Nacionalnu medalju za umjetnost.

## Karijera
Helenin prvi nastup na zvučnom filmu bio je na uratku zvanom „Grijeh Madelon Claudet“, za koji je dobila Nagradu akademije za najbolju glumicu.
Kasnije je glumila u još mnogo ostvarenja, ali karijera joj kreće uzlaznom putanjom nakon što 1950-ih počinje glumiti u Hollywoodu. Ondje se pojavljuje u filmovima „Moj sin John“ (1952.) i „Anastazija“ (1956.). Za film „Zračna luka" iz 1970. godine osvaja Nagradu akademije za najbolju sporednu glumicu.
Godine 1982. sa svojom prijateljicom Lady Bird Johnson osnovala je Nacionalni centar za istraživanje prirodnog bilja u Austinu, Texas. Svrha organizacije jest da štiti autohtone biljke Sjeverne Amerike.
Nagrada Helen Hayes nosi ime njoj u čast, a dobila je i svoju zvijezdu na Holivudskom bulevaru slavnih.

## Privatni život
Helen Hayes je po vjeroispovjesti bila katolikinja. Također, bila je relativno aktivna i u politici, ali ne toliko kao neki drugi holivudski glumci toga doba (npr. Adolphe Menjou, Ginger Rogers ili John Wayne).
U razdoblju od 1928. do 1926. godine bila je udana za Charlesa MacArthura. Zajedno su imali kći Mary, koja je umrla u dobi od 19 godina. Helenin posvojeni sin, James MacArthur, također je imao glumačku karijeru.
Bila je velikodušan donator raznim organizacijama, a napisala je i tri knjige sjećanja: „A Gift of Joy“, „On Reflection“ i „My Life in Three Acts“.